# Rottumeroog
Rottumeroog es la más oriental de las islas Frisias neerlandesas (u occidentales). Está situada al este de Rottumerplaat y al oeste de Borkum, entre los mares del Norte y de Frisia.
El nombre significa isla (oog) de Rottum, un pueblecito de la provincia de Groninga situado entre Usquert y Kantens, en el municipio de Eemsmond. La razón es que allí había un antiguo monasterio llamado Santa Juliana que era el propietario. Posteriormente la isla pasó a manos públicas, y actualmente es una zona natural protegida de acceso prohibido. Tan sólo accedes dos veces al año grupos de voluntarios bajo guía del personal del Rijkswaterstaat para limpiar la basura que el mar trae.
La isla se mueve progresivamente hacia el este. Antiguamente sólo un estrecho llamado het Schil la separaba de Schiermonnikoog, mientras que actualmente hay Rottumerplaat en medio. Este movimiento está ilustrado por el hecho de que hace doscientos años Rottumeroog estaba situada donde ahora está Rottumerplaat.

## Reserva natural

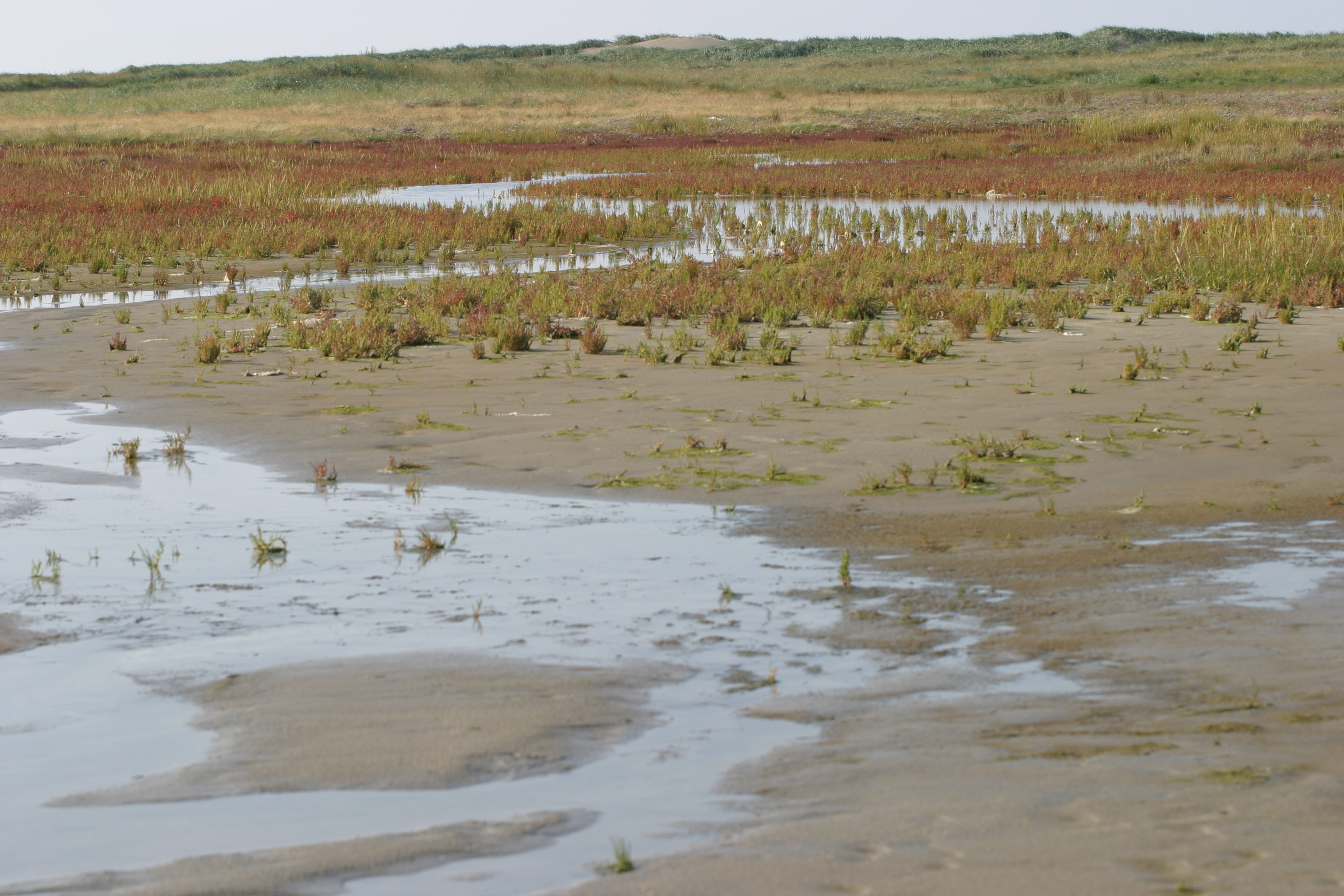
Paisaje de Rottumeroog en septiembre de 2005

El mar de Frisia en el que se encuentra Rottumeroog, es un patrimonio de la Humanidad (criterios naturales VIII, IX y X) desde 2009.
Junto a Rottumerplaat y Zuiderduintjes, las islas forman la reserva natural Rottum. La isla es no está habitada y su acceso está ormalmente prohibido; algunas excursiones a la isla están permitidas cada año bajo condiciones estrictas.
La isla es hogar de aves y focas grises.